# Dotmusic
Dotmusic foi uma revista eletrônica do gênero musical que existiu entre junho de 1995 até dezembro de 2003. Inicialmente projetada para ser o complemento online para a revista britânica Music Week, o website foi relançado em dezembro de 1998 como um site para fãs de música com notícias, entrevistas e as paradas musicais britânicas.
Dotmusic era originalmente de domínio da Miller Freeman, Inc., antes de ser vendida para o BT Group em 2002. No ano seguinte, o site foi vendido para o Yahoo! que o incorporou em seu portal musical, Launch. O domínio da Dotmusic foi retirado do ar no fim de 2003.